# Porsche
Porsche AG là một nhà sản xuất ô tô hạng sang của Đức kiêm thương hiệu con trực thuộc tập đoàn Volkswagen, được sáng lập bởi Ferdinand Porsche cùng với con gái Louise Piëch Porsche. Công ty đặt trụ sở chính tại quận Zuffenhausen, thành phố Stuttgart.